# Evan Jenkins
Evan Hollin Jenkins, né le 12 septembre 1960 à Huntington (Virginie-Occidentale), est un juge et homme politique américain, représentant républicain de Virginie-Occidentale à la Chambre des représentants des États-Unis de 2015 à 2018.

## Biographie
Evan Jenkins est originaire de Huntington en Virginie-Occidentale. Après des études à l'université de Floride et à l'école de droit Cumberland de l'université Samford, il devient avocat.
Il est élu sous l'étiquette démocrate à la Chambre des délégués de Virginie-Occidentale de 1994 à 2000. En 2000, il est candidat à la cour d'appel de l'État, sans succès. En 2002, il est élu au Sénat de Virginie-Occidentale où il siège jusqu'en 2014. Il y représente le 5e district, dans le comté de Cabell.
En 2013, il rejoint le Parti républicain pour se présenter à la Chambre des représentants des États-Unis dans le 3e district de Virginie-Occidentale. Sans opposant lors de la primaire républicaine, il affronte le démocrate Nick Rahall, élu du district depuis 38 ans. Le district, qui a voté à 66 % pour Mitt Romney en 2012, est le plus favorable aux républicains à être tenu par un démocrate. Jenkins tente de lier Rahall à Barack Obama, très impopulaire dans le district. En novembre 2014, Jenkins est élu avec 55,4 % des voix contre 44,6 % pour Rahall. Il est réélu en 2016.
En mai 2017, il annonce sa candidature au Sénat des États-Unis face au démocrate sortant Joe Manchin, pour les élections de 2018. Lors de la primaire républicaine, il affronte le procureur général de l'État Patrick Morrisey et l'homme d'affaires Don Blankenship. Durant la campagne, Jenkins est critiqué pour son passé au sein du Parti démocrate et est la principale cible d'un comité d'action politique proche des démocrates. Il termine en deuxième position de la primaire avec 29 % des suffrages, derrière Morrisey à 35 %.
Au mois d'août 2018, il est nommé par le gouverneur Jim Justice à la Cour suprême d'appel de Virginie-Occidentale. Il démissionne du Congrès le mois suivant. Il prête serment le 1er octobre pour assurer l'intérim d'une juge démissionnaire. Il remporte l'élection du 6 novembre pour occuper le poste pendant les 6 ans restant au mandat de cette juge. Il démissionne de la Cour suprême le 4 février 2022.